# Андре Жид
Андре Пол Гијом Жид (фр. André Paul Guillaume Gide; Париз, 22. новембар 1869 — Париз, 19. фебруар 1951) био је француски књижевник, познат по романима Иморалист, Уска врата, Подруми Ватикана, Ковачи лажног новца, збирци есеја Коридон, као и по своме вишетомном дневнику. Годинама је је био главни уредник књижевног часописа Француска нова ревија. Добитник је Нобелове награде за књижевност 1947.
Андре Жид са својим погледима на морал, религију и друштво остао је једна од најконтроверзнијих фигура светске књижевности двадесетог века. У првим деценијама стваралаштва током којих је сам финансирао објављивање својих књига, остао је непознат ван уског круга пријатеља и поштовалаца, да би тек након Првог светског рата постао цењена фигура писане речи у ширем кругу европских интелектуалаца. Са друге стране, књижевно признање било је пропраћено и многобројним скандалима и забранама. Тако је након Повратка из СССР, књиге којом је исказао разочарење у Октобарску револуцију, био забрањен у Совјетском Савезу, затим је забрањен у нацистичкој Немачкој, да би годину дана након смрти Ватикан читав опус ставио на листу забрањених књига, као део књижевних остварења којих би се сваки римокатолик под претњом смртног греха ваљао клонити. Жид је био изразито популаран и код српских интелектуалаца, о чему сведочи чињеница да су поједина Жидовљева остварења преведена од стране значајних имена српске књижевности: Симе Пандуровића, Младена Лесковца, Марка Ристића и Владана Деснице.
Главни јунак његових романа је појединац, често обликован аутобиографски, који се суочава са низом моралних проблема. Истражујући проблеме религиозности, атеизма, сексуалности, политике и грађанства, Жидовљева дела сведоче о моралном развитку модерног интелектуалца у првој половини двадесетог века. Поред разноликости садржаја стваралаштво овог француског нобеловца одликује и разноликост форме и интересовање за обнављање старијих књижевних жанрова попут сотије и тракта.

## Књижевни почеци
Андре Жид је рођен у Паризу 1869. Његов отац, универзитетски професор права, умро је 1880. Андре је одрастао у Нормандији, углавном као усамљеник. После смрти мајке 1895, оженио се рођаком Мадлен Рондо, али овај брак је био само формалан.
Године 1891. Жид је објавио свој први роман, „Свеске Андре Валтера“ (у оригиналу: Les Cahiers d'André Walter). Од 1893. до 1894. путовао је у северну Африку. У Алжиру је постао пријатељ Оскара Вајлда и признао је своју хомосексуалну оријентацију.

## Зрело доба
Жид је учествовао у формирању књижевног часописа „Нова француска ревија“ 1908. (Nouvelle Revue française). Роман „Подруми Ватикана“ (Les caves du Vatican) објавио је 1914. То је сатира о лажима и преварама живота буржоазије. Двадесетих година 20. века, Жид је постао инспирација за писце попут Албер Камија и Жан Пол Сартра. Објавио је књигу о Фјодору Достојевском 1923. Кад је у својим делима бранио своју сексуалну опредељеност, као у збирци есеја „Коридон“ (1924), то је изазвало јаке критике јавности. Жид је ово своје дело сматрао својим најзначајнијим остварењем.
Жид је био близак пријатељ са критичарем Шарлом Ду Босом. Заједно су били део Фојеа Франко-Белж, у ком су својству радили на проналажењу запослења, хране и смештаја за француско-белгијске избеглице које су стигле у Париз након немачке инвазије на Белгију. Њихово пријатељство је касније опадало, због Ду Босове перцепције Жида као ниподаштавања или издаје његове духовне вере, за разлику од самог Ду Босовог повратка вери. Ду Босов есеј Дијалог са Андреом Жидом објављен је 1929. године. Есеј, заснован на Ду Босовим католичким уверењима, осуђује Жидову хомосексуалност. Заједнички пријатељ Жида и Ду Боса Ернст Роберт Куртиус критиковао је књигу у писму Жиду, пишући да „он [Ду Бос] вама суди према католичком моралу довољно је да се занемари његова комплетна оптужница. То може само дирнути оне који мисле као он и унапред су убеђени. Он се одрекао своје интелектуалне слободе.“
Током 1920-их, Жид је постао инспирација за писце као што су Албер Ками и Жан-Пол Сартр. Године 1923, објавио је књигу о Фјодору Достојевском; међутим, када је бранио хомосексуалност у јавном издању Коридона (1924) изазвао је широку осуду. Касније је ово сматрао својим најважнијим делом.
Имао је кћи Катарину, рођену 1923, из ванбрачне везе са Елизабет ван Риселберг, женом која је била много млађа од њега. Познавао ју је дуго, јер је била ћерка његове најближе пријатељице Марије Моном, супруге његовог пријатеља, белгијског сликара неоимпресионисте Теа ван Риселберга. Ово је изазвало једину кризу у дугогодишњим односима између Алегреа и Жида и нарушило однос са ван Риселбергом. Ово је вероватно био Жидов једини сексуални однос са женом, и био је крајње кратак. Катарина је постала његов једини потомак по крви. Волео је да зове Елизабет „La Dame Blanche“ („Бела дама“). Елизабет је на крају напустила свог мужа да би се преселила у Париз и управљала практичним аспектима Жидовог живота (они су имали суседне станове у улици Вавин). Она га је обожавала, али очигледно више нису имали сексуални однос.
Своју аутобиографију, Жид је објавио 1926. под именом „Ако зрно не умре“ (Si le grain ne meurt). Касније је путовао по централној Африци, Конгу и Чаду. Критиковао је француске колонијалне методе експлоатације. Током тридесетих година, кратко је био занесен идејом комунизма, али се у њу разочарао после посете Совјетском Савезу. Жид је поново отишао у Африку 1942. и тамо живео за време Другог светског рата.

## Африка
Од јула 1926. до маја 1927. путовао је кроз француску колонију Екваторијална Африка са својим љубавником Марком Алегреом. Жид је сукцесивно одлазио у Средњи Конго (сада Република Конго), Убанги-Шари (сада Централноафричка Република), накратко у Чад, а затим у Камерун пре него што се вратио у Француску. Своје перегринације је испричао у журналу Путовање у Конго (француски: Voyage au Congo) и Повратак из Чада (француски: Retour du Tchad). У овом објављеном журналу, он је критиковао опхошђење француских пословних интереса у Конгу и инспирисао реформу. Посебно је оштро критиковао режим великих концесија (француски: Régime des Grandes Concessions), односно режим који је део колоније уступио француским компанијама и где су те компаније могле да експлоатишу све природне ресурсе тог подручја, посебно гуму. Он је, на пример, испричао како су староседеоци били приморани да напусте своје село на неколико недеља да би скупљали каучук у шуми, и отишао је тако далеко да је упоредио њихову експлоатацију са ропством. Књига је имала значајан утицај на антиколонијалистичке покрете у Француској и помогла је да се поново процени утицај колонијализма.

## 1930-те и 1940-те
Године 1930, Жид је објавио књигу о случају Бланш Моније под називом 'La Séquestrée de Poitiers, мењајући само имена протагониста. Моније је била млада жена коју је њена мајка држала у заточеништву више од 25 година.
Године 1939, Жид је постао први живи аутор који је објављен у престижној Библиотеци Плејада.
Из Француске је отишао у Африку 1942. и живео у Тунису од децембра 1942. док га нису поново заузеле француске, британске и америчке снаге у мају 1943. и могао је да отпутује у Алжир, где је остао до краја Другог светског рата. Године 1947, добио је Нобелову награду за књижевност „за своје свеобухватне и уметнички значајне списе, у којима су људски проблеми и услови представљени са неустрашивом љубављу према истини и оштрим психолошким увидом“. Велики део својих последњих година посветио је издавању свог часописа. Жид је умро у Паризу 19. фебруара 1951. Римокатоличка црква је његова дела ставила на Индекс забрањених књига 1952. године.

## Сексуална оријентација
У свом дневнику Жид прави разлику између „содомита“, привлачности према одраслом мушкарцу, и „педерастије“, заљубљеност у млађег мушкарца, где је себе идентификовао као овог другог.
Педерастом називам мушкарца који се, како сама реч иницира, заљубљује у младиће. Содомитом називам мушкарца чија је жеља окренута према старијем мушкарцу.
Велика љубав његовог живота био је Марк Алегре (син протестантског пастора). Ова веза је била модел за однос Едуара и Оливијеа у Жидовом роману Ковачи лажног новца.